# Porta Cerbaia
Porta Cerbaia è una delle sei porte delle mura di Montalcino, in provincia di Siena.

## Storia e descrizione
La Porta Cerbaia (da “Monaldesca della Cervara”)  fu costruita nella prima metà del XIII secolo (probabilmente nel 1215). Anticamente, era la principale porta di accesso al paese per chi proveniva dalla Val d'Orcia. La porta si trova nella parte sud della città, alla fine di via Landi, nel Quartiere Travaglio. Come ogni porta, ad esclusione di "Porta al Corniolo", era affidata a due custodi, detti "Capodieci". La sua zona è stata una delle più colpite durante l'assedio del 1553. Essa ha forma regolare, facciata a capanna, presenta strutture verticali in pietra e laterizio ed è coperta da un tetto con manto in laterizio. A seguito della caduta di Montalcino sotto il dominio mediceo, fu posto in cima alla facciata lo stemma mediceo. Al di sotto dell'arco, nelle pareti interne, si notano delle incisioni commemorative scritte in tempi remoti.